# Гониолимон
Гониолимон (лат. Goniolimon) — род многолетних травянистых растений семейства Свинчатковые (Plumbaginaceae). Род нередко относят к роду Кермек.

## Ареал
Виды рода Гониолимон встречаются в Европе, Центральной Азии, Монголия и произрастают в степных и лесостепных природных зонах на каменистых почвах. 15 видов произрастает в степях Украины и России, Кавказе, Центральной Азии и юге Сибири.

## Биологическое описание
Кустарнички, как правило, тернистые[неизвестный термин], ветвистые высотой до 50 см.
Стебель часто прямостоячий, ветвистый, со стелющимися побегами и узколистыми веточками[неизвестный термин].
Соцветие — колос, в виде щитковидной метёлки. Лепестки розовато-фиолетового цвета. Венчик в основном белый, с сросшимися у основания лепестками. Период цветения — середина лета.

## Виды
Род включает в себя около 25 видов:
- Goniolimon besserianum — Гониолимон Бессера
- Goniolimon cabulicum
- Goniolimon callicomum — Гониолимон красивопучковый
- Goniolimon caucasicum — Гониолимон кавказский
- Goniolimon collinum
- Goniolimon cuspidatum — Гониолимон остроконечный
- Goniolimon dalmaticum
- Goniolimon dshungaricum
- Goniolimon elatum — Гониолимон высокий
- Goniolimon eximium — Гониолимон превосходный
- Goniolimon glaberrimum
- Goniolimon graminifolium — Гониолимон злаколистный
- Goniolimon griffithianum
- Goniolimon heldreichii
- Goniolimon incanum
- Goniolimon italicum — Гониолимон итальянский
- Goniolimon kaufmannianum
- Goniolimon orthocladum
- Goniolimon platypterum
- Goniolimon rubellum — Гониолимон краснеющий
- Goniolimon sartorii
- Goniolimon sewerzovii
- Goniolimon speciosum — Гониолимон красивый
- Goniolimon tataricum — Гониолимон татарский

## В Красной книге
Некоторые виды занесены в Красные книги России (и отдельных субъектов), Украины (Гониолимон злаколистный).

## Хозяйственное значение и применение
Пять видов рода используются как декоративные растения.